# Sinewave
Sinewave é uma netlabel fundada em 2008, na cidade de São Paulo, pelos músicos Elson Barbosa e o Luiz Freitas.
Ao todo, o selo lançou mais de 200 projetos para download gratuito de mais de 90 artistas brasileiros e também é organizador do Sinewave Festival, que já foi realizado em cidades como São Paulo, Campinas, Rio de Janeiro, Curitiba e Porto Alegre.

## História
No ano de 2008, Elson Barbosa e Luiz Freitas faziam parte de bandas diferentes, com o primeiro sendo da Herod Layne e o outro da Gray Strawberries. Após se conhecerem, ambos sempre comentavam sobre o cenário do rock independente e frequentemente encontravam um monte de bandas boas no MySpace ou no Trama Virtual, com divulgação zero. Eles se questionaram como poderiam fazer para ajudar essas bandas e então resolveram montar um selo virtual que disponibilizasse projetos gratuitos, baseado em outros selos como Lost Children e a Pisces Records, e fundaram a Sinewave no mesmo ano, com o nome sendo retirado do B-Side "Sine Wave" da banda britânica Slowdive.
Nesse período de atividade, a Sinewave ajudou a mapear e a formar novos talentos e apoiar pequenos cenários antes desconexos em lugares como Curitiba, Porto Alegre e Recife. O selo também começou a organizar o Sinewave Festival, a fim de promover suas bandas. A primeira edição ocorreu em 2009 e aconteceram mais edições, com três delas sendo em parceria com os selos Howlin' Records, Bichano Records, The Blog That Celebrates Itself Records e Midsummer Madness. Em 2012, o selo criou um grupo no Facebook e os participantes tiveram a ideia de organizar celebrações na sede da Sinewave como uma forma de aproximar a interação entre os artistas e fãs. Nesses eventos, ocorriam vários churrascos feito pela equipe da Sinewave, que acabaram ficando famosos entre esse público.
No dia 15 de fevereiro de 2013, o selo ganhou reconhecimento ao entrar na lista dos "Dez Melhores Selos Brasileiros de Música", feito pelo portal Botequim de Ideias.
A Sinewave lançou em 2016 a "Sinewave Essentials – The Best Of 2016”, uma super coletânea que tem uma música de cada trabalho lançado durante esse ano pelo selo e o álbum de compilação “The Best Of/ The Rest Of 2006-2016”, em comemoração aos 10 anos de atividade da banda Herod!.
No ano de 2017, a Sinewave se destacou em duas matérias sobre selos independentes importantes, uma feita pelo site de música Tenho Mais Discos Que Amigos! e a outra feita pela Red Bull Brasil, indicando sua importância no mercado fonográfico brasileiro.. Em julho do mesmo ano, a Sinewave participou da Feira de Selos e Publicações Independentes, realizado pelo selo Balaclava Records em parceria com o Sesc São Paulo.
Em 13 de agosto de 2019, a netlabel participou da matéria "Selos independentes brasileiros comentam sobre seu papel em nossos tempos", realizada pelo site Hits Perdidos.